# 香妃 (電視劇)
《香妃》為中國電視公司在1975年制作的五十一集国语連續劇。1975年12月開播，次年2月结束。張琍敏、吳風等人主演。姜龍昭制作，賈亦棣、王靜芝、鍾雷、朱順官编剧:90。
电视剧敘述清代野史中乾隆帝與香妃之間的傳奇故事。最初，賈亦棣在香港受文友水建彤诗剧《伊帕尔汗》的启发，创作出舞台剧《香妃》。1971年，正中书局出版《香妃》。同年，收入李曼瑰教授主编的《中华戏剧集》。姜龍昭约请賈亦棣、王靜芝、鍾雷、朱順官四人编写剧本。依据賈亦棣剧本、其他资料，写成电视剧的故事大纲:90。制作人姜龍昭相信香妃是真实的历史人物。亦曾前往新疆喀什噶尔考察。

## 主要演員
- 香妃：張琍敏[2]:90
- 乾隆帝：吳風[2]:90
- 霍布拉：孟元
- 霍集占：劉林
- 娜拉氏：劉明
- 玉格格：宋岡陵
- 小喜子：鄧玨人
- 皇后：盧台蘭
- 太后：盧碧雲
- 伊羅巴：李影
- 艾哈根：蔣青峯
- 艾麗罕：張娟
- 郎世寧：丁松筠

## 其他演員
- 丁國勝
- 鐵孟秋
- 周仲廉
- 金永祥
- 李玉琥
- 高振鵬
- 余邦
- 陳慧樓
- 王瑞
- 許立 等